# Troglohyphantes cantabricus
Troglohyphantes cantabricus là một loài nhện trong họ Linyphiidae.
Loài này thuộc chi Troglohyphantes. Troglohyphantes cantabricus được Eugène Simon miêu tả năm 1911.